# Confiesa, Fletch
Confiesa, Fletch (título original en inglés: Confess, Fletch) es una película de comedia policial estadounidense de 2022 dirigida por Greg Mottola, quien también coescribió el guion con Zev Borow. Basada en la novela homónima de Gregory Mcdonald de 1976, la película está protagonizada por Jon Hamm, Lorenza Izzo, Marcia Gay Harden, Kyle MacLachlan, Roy Wood Jr. y John Slattery . Es la tercera entrega de la serie Fletch, después de Fletch (1985) y Fletch Lives (1989), y la primera que no protagoniza Chevy Chase.
Confiesa, Fletch recibió un estreno limitado en cines y en video bajo demanda el 16 de septiembre de 2022, antes del estreno Showtime el 28 de octubre de 2022. La película recibió críticas generalmente positivas.

## Argumento
Irwin Maurice «Fletch» Fletcher aparentemente es enviado a Boston desde Italia por su novia Angela para recuperar la colección de arte multimillonaria de su padre. Las pinturas fueron robadas y están en posesión de un comerciante de arte estadounidense llamado Ronald Horan. El padre de Angela es un conde multimillonario italiano que aparentemente fue secuestrado por una mafia que exigía sus cuadros como rescate.
Cuando Fletch llega a una casa alquilada en Boston, encuentra a una mujer muerta, posteriormente identificada como la barista Laurel Goodwin. A pesar de ser quien llamó a la policía, Fletch se convierte en el principal sospechoso del asesinato de Goodwin. El sargento inspector Monroe y el detective junior Griz del Departamento de Policía de Boston comienzan a seguir a Fletch.
Fletch se reúne con Horan con un nombre falso en un intento de localizar las pinturas. Fletch se entera por su vecina Eve que Owen, el dueño de la casa, tiene un historial de violencia y abuso de drogas y una exesposa llamada Tatiana, que solía ser su socia comercial. Fletch se encuentra con Tatiana, nuevamente usando un nombre falso, y sospecha que ella es la asesina. Mientras tanto, la condesa, la madrastra de Angela, se invita a quedarse con Fletch. Angela no está contenta con este desarrollo; sospecha que la condesa y su hermano secuestraron al conde. Angela llega a Boston e inicialmente parece ser amiga de la condesa.
Esa noche, durante la cena, Fletch, la condesa y Angela reciben la visita de Owen, Tatiana y Eve. El novio de Laurel Goodwin llega e intenta matar a Fletch. Cuando el novio se distrae con el perro de Eve, Fletch le arrebata su arma y descubre que Angela sabe y estuvo en contacto con Owen. Angela se va abruptamente a mitad de la noche.
Fletch sigue a Angela a una reunión con Horan en su velero. Fletch supone que Angela robó las pinturas y se las transfirió a Horan para venderlas. Horan revela que mató a Laurel Goodwin e incriminó a Fletch para eliminarlo de la transacción de la pintura. Horan planeó engañar a Angela y saldar sus deudas vendiendo la colección de arte del Conde. Horan saca un arma e intenta matar a Fletch, pero Griz lo mata a tiros.
El Conde, que fingió su secuestro con la ayuda de Fletch como prueba del amor de su esposa e hija, regresa y convence a Fletch para que se quede con las pinturas. Fletch, desde un lugar no revelado de América Latina, envía cuadros a Eve, su anterior jefe, y a dos artistas callejeros, y un gran cheque al novio de Laurel Goodwin.

## Reparto
- Jon Hamm como Irwin Maurice «Fletch» Fletcher.
- Roy Wood Jr. como el sargento inspector Monroe.
- Ayden Mayeri como el detective junior Griz.
- Lorenza Izzo como Angela de Grassi, alias «Andy»,
- Kyle MacLachlan como Ronald Horan, un marchante de arte de Boston.
- Annie Mumolo como Eve, la vecina de Owen.
- John Behlmann como Owen.
- John Slattery como Frank Jaffe, el antiguo jefe de Fletch que ahora dirige el Boston Sentinel.
- Lucy Punch como Tatiana, la exesposa de Owen.
- Marcia Gay Harden como «Contessa».
- Robert Picardo como Conde de Grassi.
- Erica McDermott como detective n.° 3.
- Eugene Mirman como seguridad del club náutico.
- Kenneth Kimmins como comodoro.

## Producción
Tras el lanzamiento de Fletch (1985) y Fletch Lives (1989), protagonizada por Chevy Chase, los intentos de reiniciar la serie basada en las novelas de Gregory Mcdonald con frecuencia quedaron atrapados en el infierno del desarrollo . Nombres como Kevin Smith y Jason Lee, Bill Lawrence y Zach Braff, y Jason Sudeikis estaban previamente adjuntos a la propiedad.
En julio de 2020, se informó que Jon Hamm protagonizaría y produciría una adaptación de la novela de Mcdonald Confess, Fletch dirigida por Greg Mottola. En junio de 2021, Marcia Gay Harden, Kyle MacLachlan, Roy Wood Jr. y John Slattery se unieron al elenco. El rodaje comenzó en Boston el 28 de junio de 2021. En julio de 2021, Ayden Mayeri, Lorenza Izzo y Annie Mumolo se unieron al elenco. El 7 de julio de 2021, la película fue vista filmando escenas en Worcester. La película tenía sólo un calendario de rodaje de 27 días y Hamm y Mottola devolvieron una parte de sus salarios para asegurarse tres días adicionales de rodaje.

## Recepción
En el sitio web agregador de reseñas Rotten Tomatoes, el 86% de las 126 reseñas de críticos son positivas, con una calificación promedio de 6,6/10. El consenso del sitio web dice: «Más breve en travesuras extravagantes pero aún muy divertido, Confiesa, Fletch es un escaparate de las dotes cómicas de Jon Hamm que revive con estilo esta franquicia latente durante mucho tiempo». Metacritic, que utiliza un promedio ponderado, asignó el filmó una puntuación de 64 sobre 100, basada en 32 críticas, lo que indica críticas «generalmente favorables».

## Secuela
Poco después del estreno de la película, Mottola dijo que lo habían contratado para escribir una secuela basada en la novela Fletch's Fortune de 1978, pero dijo que «no estaba seguro» de si alguna vez se haría.